# Aristaria
Aristaria is een geslacht van vlinders van de familie spinneruilen (Erebidae), uit de onderfamilie Hypeninae.

## Soorten
- A. anteros Druce, 1891
- A. bleptinalis Schaus, 1916
- A. bocantis Schaus, 1906
- A. cellulalis Guenée, 1854
- A. conspicua Schaus, 1906
- A. curvilinea Schaus, 1913
- A. chaerilus Schaus, 1913
- A. dissona Schaus, 1913
- A. faustitas Schaus, 1913
- A. furrina Schaus, 1913
- A. leucospila Hampson
- A. limonalis Schaus, 1913
- A. mayalis Schaus, 1916
- A. pholoe Schaus, 1913
- A. theroalis Walker, 1858
- A. trinitalis Schaus, 1906